# Arte paleocristã

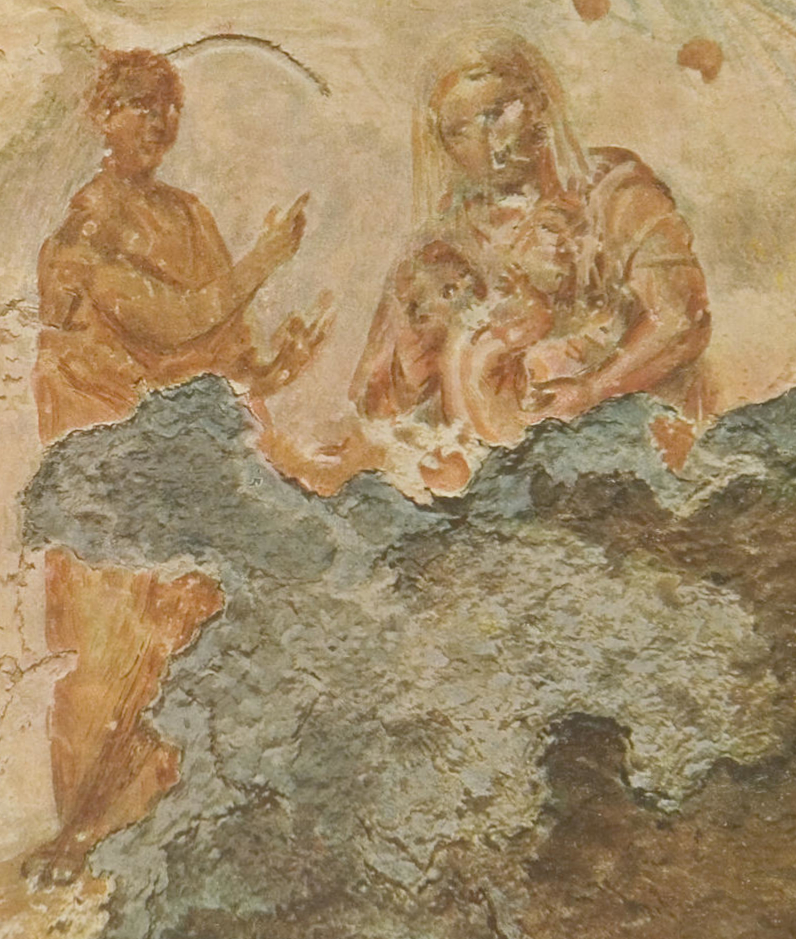
A mais antiga imagem conhecida de Maria com o Menino Jesus.(século II, Catacumbas de Santa Priscila, Roma)

A Arte paleocristã ou Arte cristã primitiva é a arte, arquitetura, pintura e escultura produzida por cristãos ou sob o patrocínio cristão desde o início do século II até o final do século V. Não há arte cristã sobrevivente do século I. Após aproximadamente o final do século V a arte cristã mostra o início do estilo artístico bizantino.
Antes do início do século II, os cristãos, sendo um grupo minoritário perseguido, podem ter sido coagidos por sua posição a não produzirem obras de arte duradouras. Uma vez que nesse período o cristianismo era uma religião exclusiva das classes mais baixas, a falta de arte sobrevivente pode refletir uma falta de recursos para patrociná-la. Os primeiros indícios claros na afirmação de um estilo próprio cristão surgem em inícios do século II, sendo seu expoente as pinturas, murais nas catacumbas romanas, lugar de culto e refúgio cristãos. Normalmente os primeiros cristãos representavam o corpo humano de maneira proporcional e bidimensional, por vezes adaptando elementos da arte pagã, e obviamente harmonizando-os com os ensinamentos cristãos, bem como também desenvolveram sua própria iconografia, por exemplo, símbolos como o peixe (Ictus).

## Três primeiros séculos

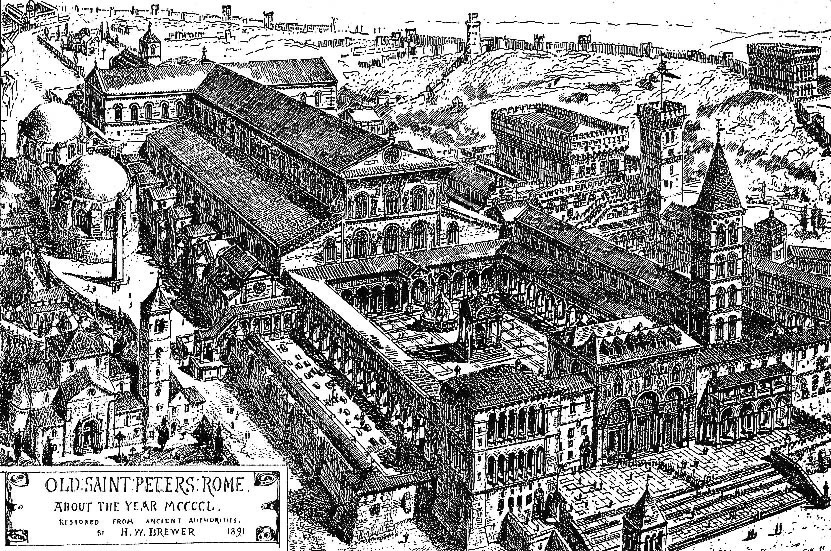
Ilustração de 1891 do traçado original da Antiga Basílica de São Pedro em Roma.

Durante a perseguição aos cristãos sob o Império Romano, a arte cristã era deliberadamente furtiva e ambígua e, por vezes, era colocado em locais junto com a arte pagã comum, mas possuía um significado especial para os cristãos. É provável que tenham existido vários centros artísticos com estilos artísticos próprios, como Alexandria e Antioquia, mas é em Roma que se revelam as primeiras pinturas murais em catacumbas, locais que serviam de cemitério subterrâneo aos aderentes do cristianismo, de fato, a arte cristã sobrevivente mais antiga provém do início do século II nas paredes dos túmulos nas catacumbas de Roma. Inicialmente, Jesus foi representado indiretamente pelo pictograma simbólico do Ictus (peixe), pavão, Cordeiro de Deus ou uma âncora. Mais tarde foram utilizados símbolos personificados, incluindo a representação do profeta Jonas, cujos três dias no ventre da baleia foram pré-figurados como o intervalo entre a morte de Cristo e sua ressurreição, e Daniel na cova dos leões ou Orfeu encantando animais. A imagem do "Bom Pastor", um jovem recolhendo ovelhas, era a mais comum dessas imagens, embora ela não fosse, provavelmente, entendida como um retrato de Jesus histórico.
Estas imagens compartilham características com as figuras chamadas korus na arte greco-romana. A "quase total ausência de imagens da cruz plana e sem adornos nos monumentos cristãos do período das perseguições", com exceção na forma disfarçada da âncora é notável. A cruz, que simboliza a crucificação de Jesus, não foi representada artisticamente por muitos séculos, possivelmente por que a crucificação era uma punição reservada aos criminosos comuns. É possível também que ele fosse evitado por ser um símbolo especificamente cristão, indisfarçável, pois, como atestam diversas fontes literárias, o sinal da cruz já era utilizado desde os primeiros anos.
A pomba é um símbolo de paz e pureza e pode ser encontrada nas obras artísticas com um halo ou emanando uma luz celestial. Em uma das mais antigas imagens trinitárias conhecidas, o "Trono de Deus como uma imagem trinitária" (um relevo em mármore esculpido por volta de 400 na coleção da Fundação do Patrimônio Cultural Prussiano), a pomba representa o Espírito Santo. Ela está voando sobre um trono vazio representando Deus Pai, com uma capa e um diadema repousados no trono representando Deus Filho.
O peixe (em grego: Ictus) é utilizado como símbolo de Jesus Cristo, representando não somente a Última Ceia, mas também a água utilizada pelo batismo cristão. Além disso, a palavra "peixe" em língua grega é formada pelas iniciais da frase "Jesus Cristo Filho de Deus Salvador" (Iesus Christos Theou Uios Soter).
O cristograma (XP), aparentemente utilizado pela primeira vez por Constantino I, é formado pelas duas primeiras letras de Christos em grego (Chi e Rho). Ele só surgiu após o cristianismo ter sido adotado no Império Romano.

## Arquitetura
Até à declaração de liberdade de culto, a arte cristã não tinha uma tipologia arquitectónica própria, optando por celebrar o seu culto em lugares pouco relevantes. Com o Édito de Milão, Constantino I apoia a construção de templos próprios, em Roma, Milão, Ravena, de modo a divulgar a nova religião e acolher o crescente número de convertidos.
Ainda contemporâneo das edificações de Constantino surge o edifício religioso de planta centralizada (circular, poligonal ou em cruz) baseado no balneário romano, adaptado agora como basílica (como a Basílica de Santa Constança) e que servirá de base ao tipo de panteão construído a partir do Renascimento. O interior desenvolve-se à volta do núcleo com deambulatório concêntrico de cobertura em abóbada de berço, clerestório e coroação em cúpula. A esta estrutura podem surgir também anexados capelas funerárias e baptistérios. Embora se tenha observado também a ocidente, esta edificação vai sobretudo ter maior aderência na arquitetura bizantina.

### A basílica cristã

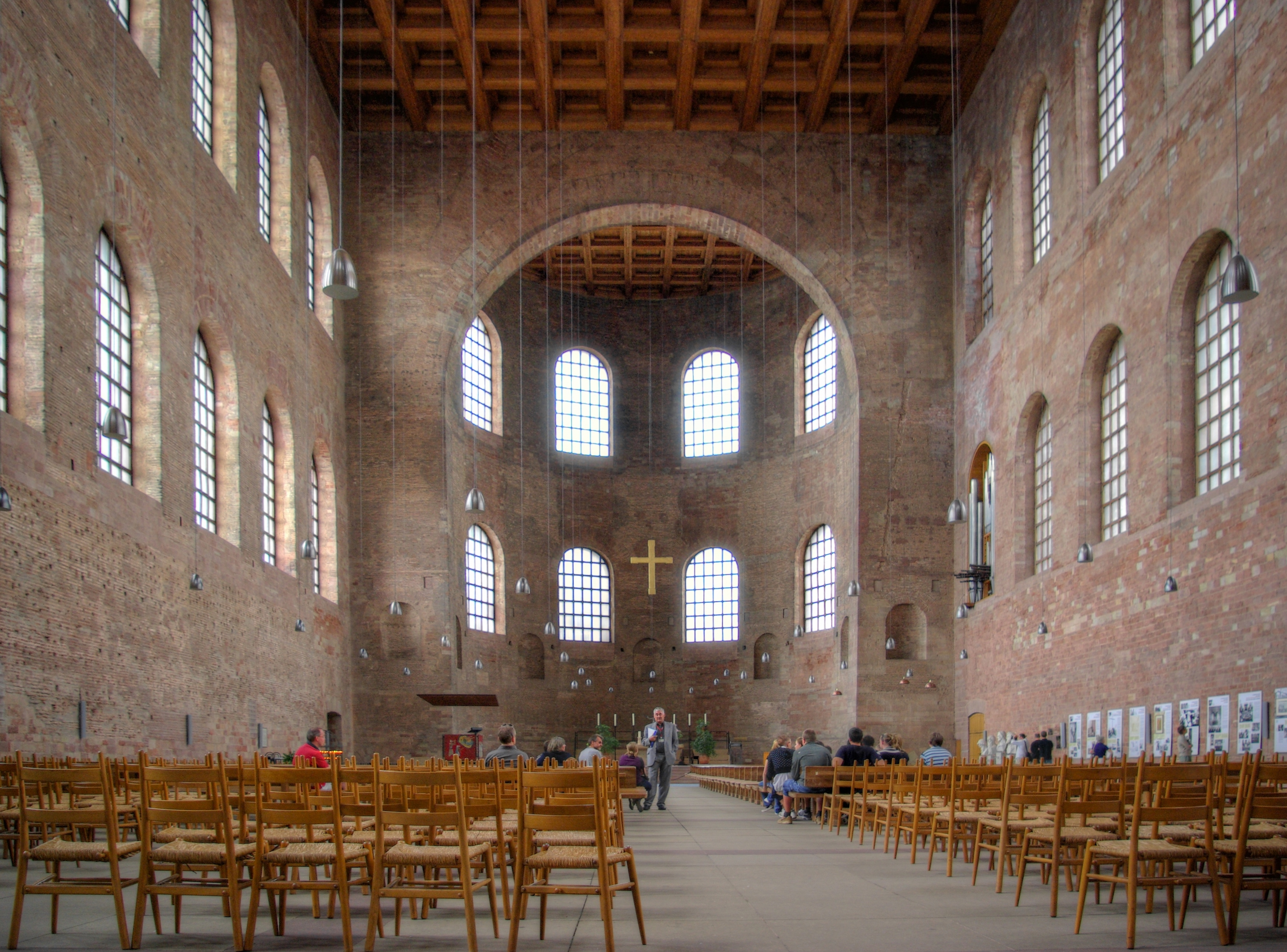
A Basílica de Constantino em Tréveris

### Cristianização da basílica romana
No século IV, logo depois que as autoridades imperiais descriminalizaram o cristianismo e com o apoio de Constantino I e de sua mãe, a imperatriz Helena, os cristãos passaram a construir edifícios maiores e mais belos para realizar seus ritos religiosos do que os antigos pontos de encontro do tempo das perseguições (como os cenáculos, as igrejas em cavernas e igrejas domiciliares). As fórmulas arquiteturais dos antigos templos pagãos não eram adequadas, não apenas por seu passado, mas por que as as cerimônias e sacrifícios pagãos eram realizados ao ar livre, à vista dos deuses, com templo servindo como repositório das figuras votivas e do tesouro. O modelo mais utilizado que estava às mãos quando Constantino quis comemorar a sua piedade imperial era a convencional e familiar arquitetura das basílicas.
Elas tinham uma nave central com um corredor de cada lado e uma abside no final: nela, numa plataforma elevada, se sentavam o bispo e os padres. Constantino construiu uma basílica deste tipo em seu complexo palatino em Tréveris e que foi depois facilmente convertido para ser usado como igreja. Ele consiste de um longo retângulo com dois andares de altura, com fileiras de janelas arqueadas, uma sobre a outra, sem corredores e, no final, após um enorme arco, a abside de onde Constantino se sentava. Trocando o trono por um altar e você terá uma igreja. As basílicas deste tipo foram construídas não apenas na Europa ocidental, mas também na Grécia, na Síria, Egito e Palestina. Bons exemplos deste tipo primitivo de construção incluem a Igreja da Natividade, em Belém (século VI), a Igreja de Santo Elias, em Tessalônica (século V), e as duas grandes basílicas em Ravena.
As primeiras basílicas com um transepto foram construídas sob ordens do mesmo Constantino, tanto em Roma quanto em Nova Roma (Constantinopla):
| “ | Por volta de 380, Gregório de Nazianzo, descrevendo a Igreja dos Santos Apóstolos de Constantino em Constantinopla, foi o primeiro a notar a similaridade da construção com a cruz. Em razão do culto da Vera Cruz estar se espalhando por volta desta época, esta comparação foi recebida com enorme sucesso" | ” |

Assim, um tema simbólico importante foi aplicado de forma muito natural a uma forma importada de usos civis e semi-públicos. No final do século IV, outras basílicas foram construídas em Roma: Santa Sabina, São João de Latrão e São Paulo Extramuros (século IV). São Clemente veio depois, no século VI.
Uma basílica cristã do século IV ou V se localizava após uma praça totalmente cercada com colunas ou uma arcada, como a stoa ou um peristilo, que são suas versões antecessoras, ou como o claustro, descendente deste desenho. Nesta praça se entrava através de um conjunto de edifícios que ficavam na rua. Este foi o modelo arquitetural da Antiga Basílica de São Pedro, no Vaticano, até que, no século XV ela foi demolida para a construção da igreja atual, num plano diferente.
Na maior parte das basílicas, a nave central é mais alta que os corredores, formando uma fileira de janelas chamada clerestório correndo dos dois lados maiores, no alto. Algumas basílicas no Cáucaso, principalmente na Geórgia e na Armênia, a nave é apenas ligeiramente mais alta que os dois corredores e um teto único cobre os três. O resultado é um interior muito mais escuro e o desenho é conhecido como "basílica oriental".
Gradualmente, na Baixa Idade Média, as enormes igrejas românicas surgiram, mas ainda mantinham o plano fundamental da basílica.

## Mosaico

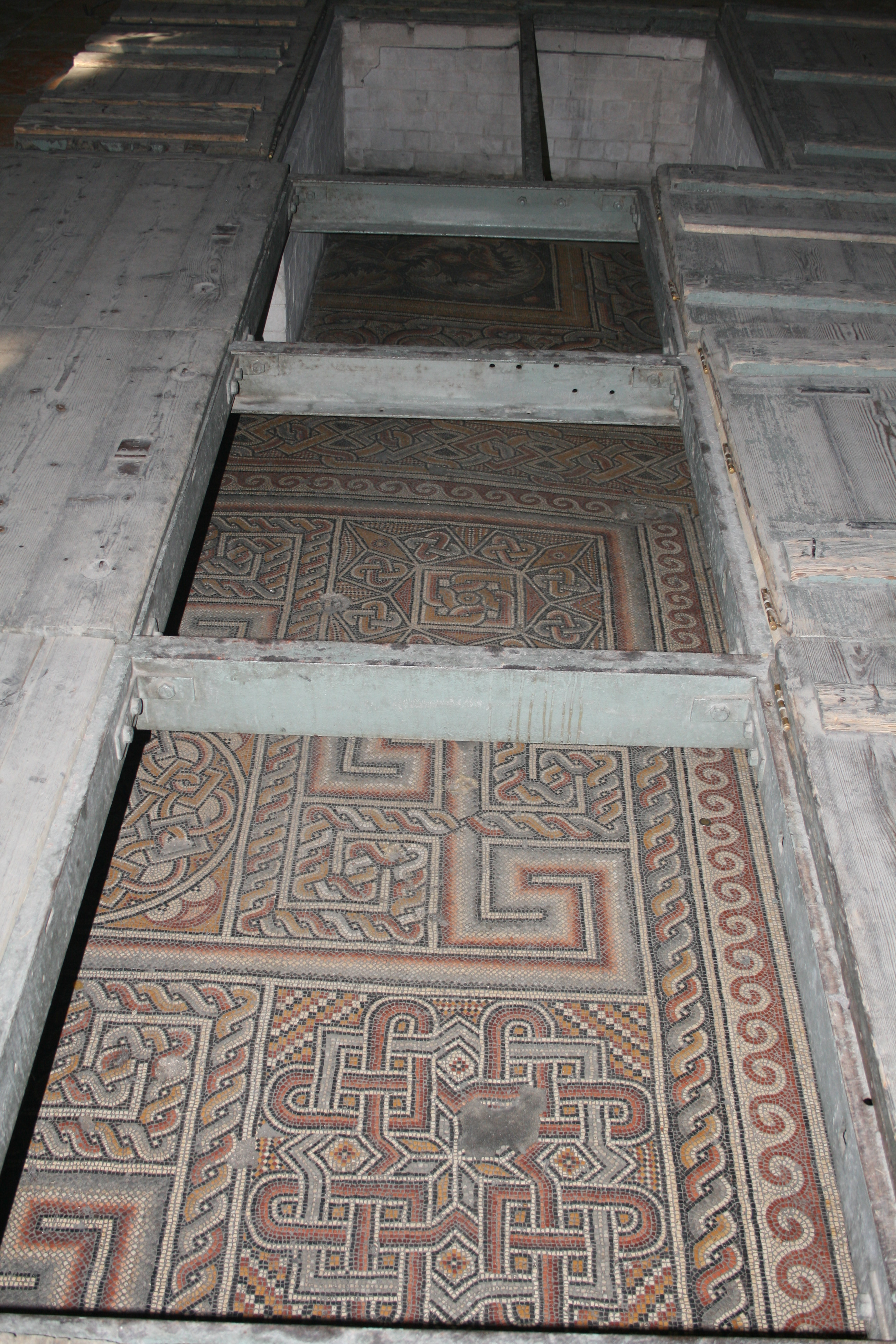
Piso em mosaico da Igreja da Natividade, em Belém

O desenvolvimento da arquitectura e a emergente necessidade de decorar vastas superfícies vão impulsionar a produção artística do mosaico, uma técnica com origens na arte antiga, difundida na Mesopotâmia e com profundas tradições no período greco-romano. O mosaico romano, geralmente utilizado para o revestimento de pavimentos, é feito à base de pequenos cubos de mármore (tesselas) que se adaptam bem à reprodução cuidada  de pinturas, mas de pouca intensidade cromática.
A arte paleocristã, podendo agora usufruir de maiores bases financeiras e relegando para segundo plano a pintura mural afresco, vai procurar aperfeiçoar a técnica e vai brindar o interior da igreja com intensas e vibrantes imagens policromáticas, possíveis pela substituição do mármore por pedaços de vidro colorido. Este novo material não permite, no entanto, uma paleta complexa de matizes e a modelação das figuras perde o seu contacto com o mundo real, as personagens apresentam-se como seres transcendentais,  imateriais, habitantes de um reino de luz e ouro.
Pouco sobreviveu destes primeiros mosaicos do paleocristianismo, mas supõe-se que cobririam as grandes superfícies da abside, do arco triunfal e da nave, representando cenas bíblicas. Exemplos ainda podem ser vistos em Santa Constança e Santa Pudenciana, ambas do século IV, em Roma. O que retrata a fabricação do vinho no deambulatório de Santa Constança ainda segue a tradição clássica de representar o ato como uma festa em honra ao deus Baco, que simboliza a transformação ou mudança, e é assim apropriado para um mausoléu, quer era função original do edifício. Em outra grande basílica constantina, a Igreja da Natividade, em Belém, o piso em mosaico original, com os motivos romanos típicos, ainda está parcialmente preservado. A chamada Tumba dos Júlios, perto da cripta da Basílica de São Pedro, é uma tumba abobadada do século IV com mosaicos nas paredes e no teto que foram interpretados como cristãos. A antiga Tumba de Galério, em Tessalônica, convertida em igreja cristã durante o século IV, foi enfeitada com mosaicos de altíssima qualidade, dos quais apenas fragmentos restaram, notavelmente uma faixa mostrando santos com as mãos erguidas em oração à frente de complexas fantasias arquiteturais.
No século seguinte, Ravena, a capital do Império Romano do Ocidente, se tornou o centro da arte romana de mosaicos posterior. Milão também teve a mesma função no século IV. Na capela de Santo Aquilino da Basílica de São Lourenço, os mosaicos criados no final do século IV e início do V, representam Cristo com os apóstolos e o sequestro de Elias. Estes mosaicos são excepcionais por suas cores vivas, seu naturalismo e aderência aos cânones clássicos de ordem e proporção. O mosaico da abside da Basílica de Santo Ambrósio, que mostra Cristo entronado entre São Gervásio e Protásio e os anjos a frente de um fundo dourado são datados entre os séculos V e VIII, embora ele tenha sido restaurado muitas vezes depois. O batistério da basílica, que foi demolido no século XV, tinha um teto coberto tesselas douradas, encontradas em grande quantidade quando o local foi escavado. Na pequena Capela de São Vitor no Céu de Ouro, agora uma capela de Santo Ambrósio, todas as superfícies estão cobertas com mosaicos da segunda metade do século V. São Vítor está representado ao centro de um grande domo, com imagens dos santos nas paredes, sobre um fundo azul. O tímpano baixo ainda deixa espaço para os símbolos dos quatro evangelistas.
Albingano foi o principal porto romano da Ligúria e o batistério octogonal da cidade era decorado com mosaicos com azuis e brancos de grande qualidade, representando os apóstolos. O que chegou aos nossos dias está bem fragmentado.
Um pavimento em mosaico representado pessoas, animais e plantas da catedral original do século IV de Aquileia sobreviveu na igreja medieval posterior. Este mosaico adota temas pagãos, como uma cena nilótica, mas, por trás do conteúdo tradicionalmente naturalista, está um simbolismo cristão, como o "Ictus".
Crê-se que a sua variedade formal tenha ainda herdado muito da arte romana adaptando-a aos novos conteúdos religiosos e isso pode-se ainda observar-se na Basílica de Santa Maria Maior pela forte geometrização e pelo ilusionismo espacial. É também de referir o novo objectivo de sintetizar as formas para que estas sejam compreensíveis à distância, ou seja, para que a mensagem principal possa ser compreendida de longe. Este facto vai acentuar a importância simbólica do gesto e do olhar como elementos relevantes na transmissão de mensagens, sendo também para isso distorcida a sua proporção em relação à figura.

## Iluminura

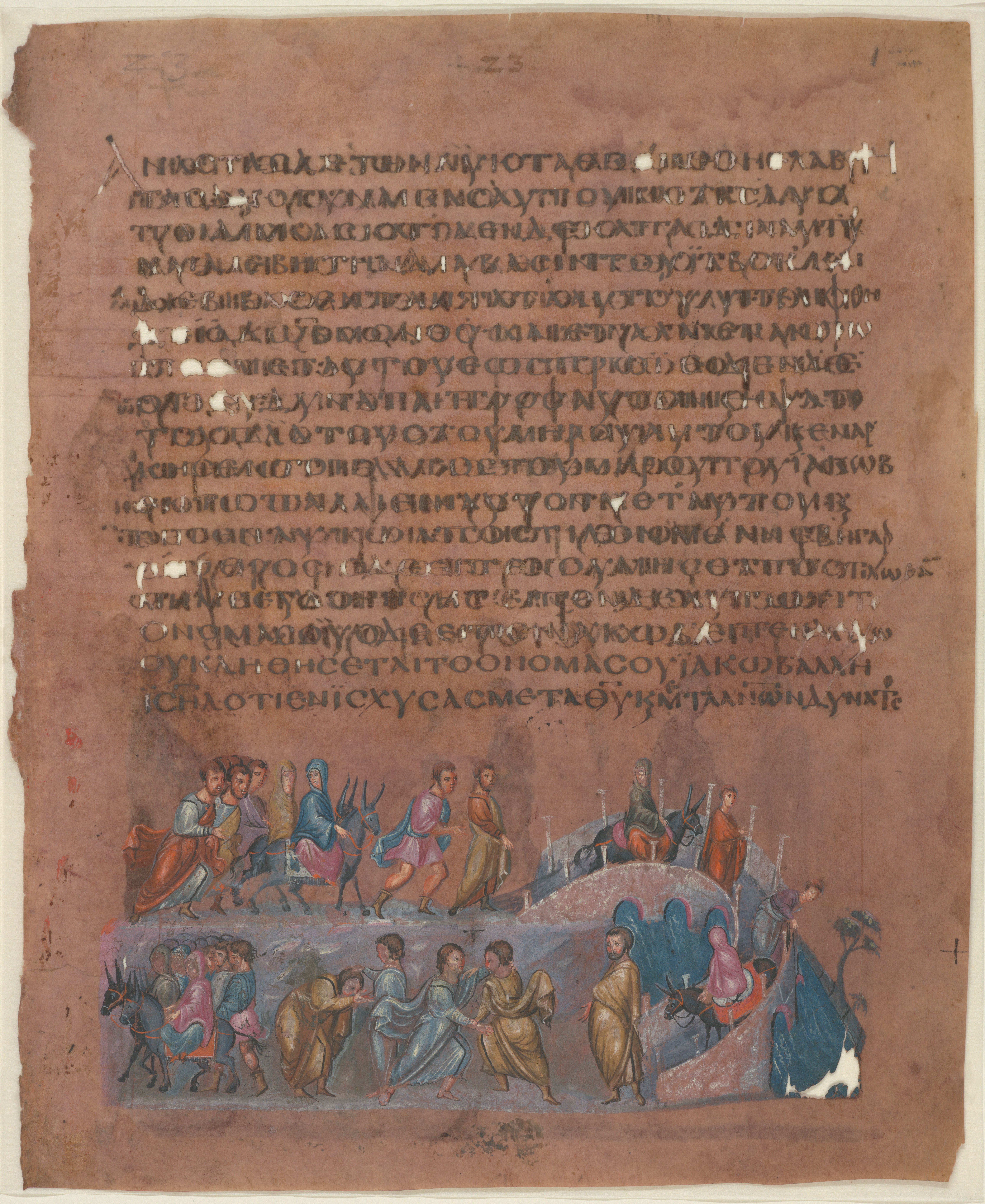
Gênesis de Viena.

Em oposição à arte romana pagã, o cristianismo baseia o seu conteúdo nos textos sagrados da bíblia, cunhando os manuscritos com ilustrações, as iluminuras, de elevada importância no processo de manutenção e propagação das escrituras. Acompanhando este aumento produtivo está também o desenvolvimento da técnica da produção dos suportes para manuscritos. Até então eram usados rolos de papiro que não permitiam grande liberdade artística no que diz respeito à ilustração. O permanente enrolar e desenrolar do papiro causava a deteriorização da tinta criando–se apenas cabeçalhos com formas simples e lineares. Com a introdução do pergaminho, na século II a.C., que se pode dobrar sem partir, surgem os primeiros livros com encadernações ricas em madeira e decoração em metal e pedras preciosas, os códices (vellum codex) em papel velino, onde a liberdade formal e cromática não encontra os limites anteriormente estabelecidos pelo suporte.
Poucas são as iluminuras do paleocristianismo que sobreviveram até aos nossos dias, mas o pouco que se conhece a partir do século V, apresenta uma rica variedade cromática que recebe inicialmente muita da influência da estrutura espacial e geometrização da pintura greco–romana. No Génesis de Viena, uma das mais antigas iluminuras conhecidas do cristianismo, pode–se observar a sumptuosidade das cores e já a quebra com o uso de molduras de limite espacial. Aqui as imagens e o texto fazem parte de um todo em comunhão. De modo a optimizar o aproveitamento de espaço no pergaminho, a descrição dos acontecimentos não se desenrola em bandas horizontais, mas sim seguindo uma linha curva imaginária onde os diferentes momentos se vão sucedendo sem interrupção, a designada narração contínua.

## Escultura

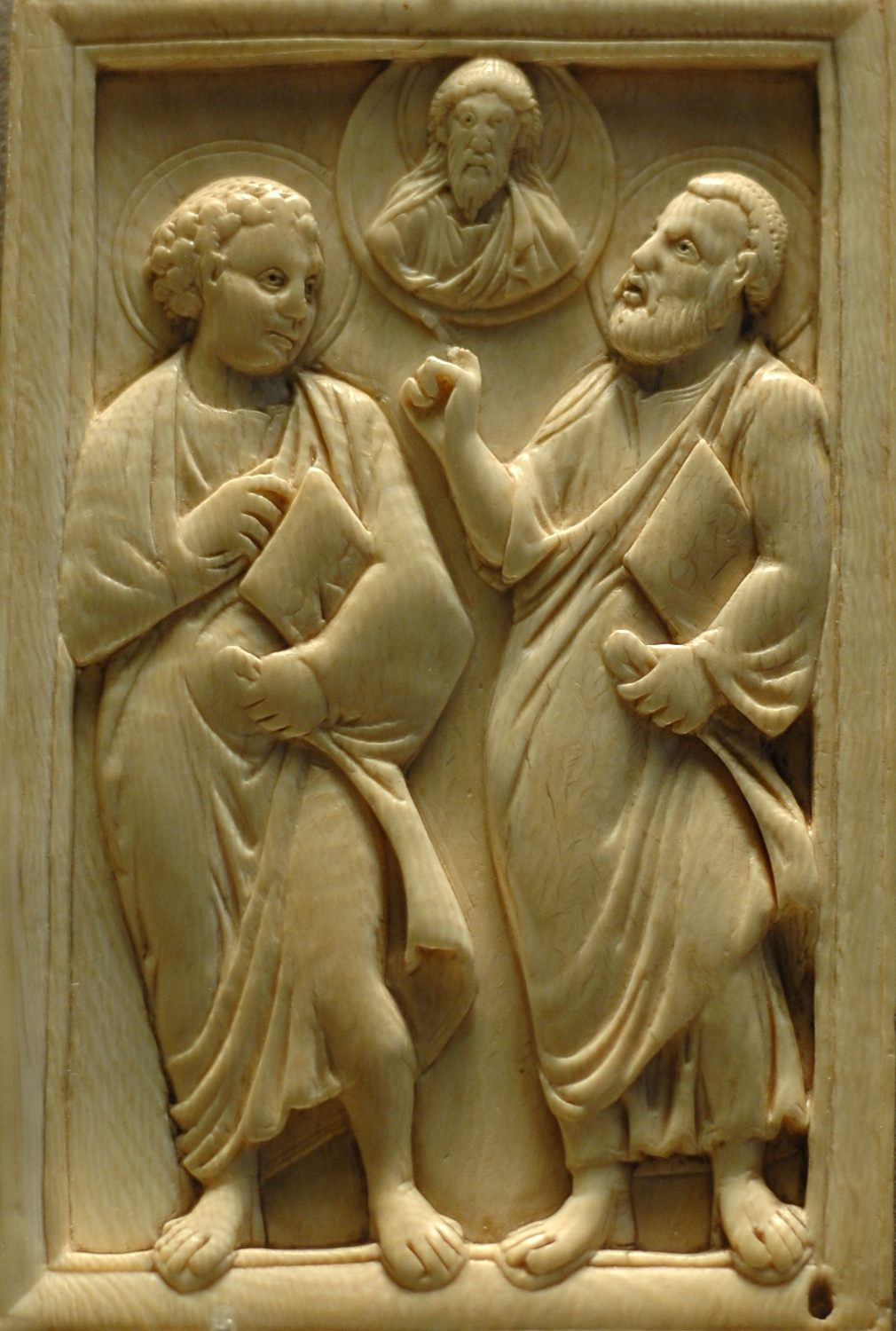
Díptico de marfim, representando Cristo e dois apóstolos, século V.

Nos dois primeiros séculos há poucas esculturas e estátuas, uma vez que elas eram mais difíceis de confeccionar, e custavam mais caro, no entanto, a partir do século III surgem diversos exemplos de seu uso pelos fiéis. No século IV, São João Crisóstomo escreveu sobre a distribuição de estátuas de São Meleto de Antioquia, e Teodoreto de Ciro, e relata que retratos de Simeão eram vendidos em Roma.

### Dípticos de marfim
De herança clássica, os dípticos de marfim (duas abas com relevos no exterior em marfim e superfície de cera no interior) eram peças pessoais de trabalho decorativo requintado, que serviam de invólucro para guardar documentos ou manuscritos. Reflectindo gostos pessoais estas peças possuíam, muitas vezes, a conjugação de elementos clássicos e simbologia cristã, consoante a fé do autor da encomenda.

### Bustos
Embora se tenha renunciado à escultura de escala monumental, o busto de forte tradição clássica mantém-se por um longo período, efectuando-se retratos de carácter formal abstracto e transcendental, de imperadores e altos funcionários do estado.